# 서화초등학교
서화초등학교는 대한민국 강원특별자치도 인제군 서화면에 있는 초등학교다.

## 학교 연혁
- 1955.05.19 서화국민학교로 인가
- 1981.03.01 병설유치원 설립인가(2학급)
- 1996.03.01 서화초등학교로 개칭
- 1998.12.07 현 교사동 개축 준공
- 1999.03.01 서흥분교 통폐합
- 2019.03.01 서성분교 편입
- 2021.09.01 제24대 손영철 교장 취임
- 2022.01.03 제67회 졸업식(총3,091명)
- 2022.03.01 초 7학급, 유 2학급 편성 / 분교 2학급, 유 1학급 편성
- 2023.03.01 서성분교 통폐합

## 참고 자료
- 서화초등학교 - 한국교육학술정보원 학교알리미